# دانیل یرمولوف
دانیل یرمولوف (اوکراینی: Даніїл Федорович Єрмолов؛ زادهٔ ۳ دسامبر ۲۰۰۰) بازیکن فوتبال اهل اوکراین است.